# Municipio de Krāslava
El municipio de Krāslavas (en Letón: Krāslavas novads) es uno de los 36 municipios de Letonia, se encuentra localizado en el sureste de dicho país báltico. Fue creado durante el año 2001 después de una reorganización territorial. La capital es la villa de Krāslava.

## Subdivisiones
- Aulejas pagasts (zona rural)
- Indras pagasts (zona rural)
- Izvaltas pagasts (zona rural)
- Kalniešu pagasts (zona rural)
- Kaplavas pagasts (zona rural)
- Krāslava (villa)
- Kombuļu pagasts (zona rural)
- Krāslavas pagasts (zona rural)
- Piedrujas pagasts (zona rural)
- Robežnieku pagasts (zona rural)
- Skaistas pagasts (zona rural)
- Ūdrīšu pagasts (zona rural)

## Población y territorio
Su población se encuentra compuesta por un total de 20.217 personas (2009). La superficie de este municipio abarca una extensión de territorio de unos 1.078,4 kilómetros cuadrados. La densidad poblacional es de 18,75 habitantes por cada kilómetro cuadrado.